# Frantic (album)
Frantic è l'undicesimo album di Bryan Ferry, pubblicato nel 2002.

## Tracce
1. It's All Over Now, Baby Blue (Bob Dylan) - 4:05
2. Cruel (Bryan Ferry, Dave Stewart) - 3:55
3. Goin' Down (Don Nix) - 3:08
4. Goddess of Love (Ferry, Stewart) - 3:33
5. Don't Think Twice, it's Alright (Dylan) - 4:05
6. Nobody Loves Me (Ferry, Stewart) - 3:23
7. Ja Nun Hons Pris (Riccardo Cuor di Leone) - 0:35
8. A Fool for Love (Ferry) - 4:44
9. Goodnight Irene (Leadbelly, Alan Lomax) - 3:20
10. Hiroshima (Ferry) - 3:13
11. San Simeon (Ferry, Stewart) - 4:36
12. One Way Love (Bert Russell, Meade) - 3:05
13. I Thought (Ferry, Brian Eno) - 5:40

## Formazione
- Bryan Ferry - voce, cori, armonica a bocca
- Mick Green - chitarra
- Jonny Greenwood - chitarra
- Robin Trower - chitarra
- Chris Spedding - chitarra, sitar
- Brian Eno - chitarra, cori, tastiera, pianoforte, sintetizzatore
- Colin Good - pianoforte
- Zev Katz - basso
- Frank Ricotti - percussioni
- Paul Thompson - batteria
- David A. Stewart - chitarra
- Marcus Miller - basso
- Paul Thompson (musicista) - batteria
- Lucy Wilkins - archi, cori
- Natalia Bonner - archi, cori
- Lucy Theo - archi, cori
- Rosie Wetters - archi, cori
- Keith Thompson - oboe
- Robert Fowler - sax alto
- Mary Nelson - soprano
- Patti Russo, Alison Goldfrapp Lucy Kaplansky, Sarah Brown, Kelli Dayton - cori